# تشورليوود (محطة مترو أنفاق لندن)
تشورليوود (بالإنجليزية: Chorleywood)‏ هي إحدى محطات مترو أنفاق لندن. تقع على خط ميتروبوليتان افتتحت في المنطقة (Zone) رقم B في 8 يوليو 1889.